# Damiaaninstituut

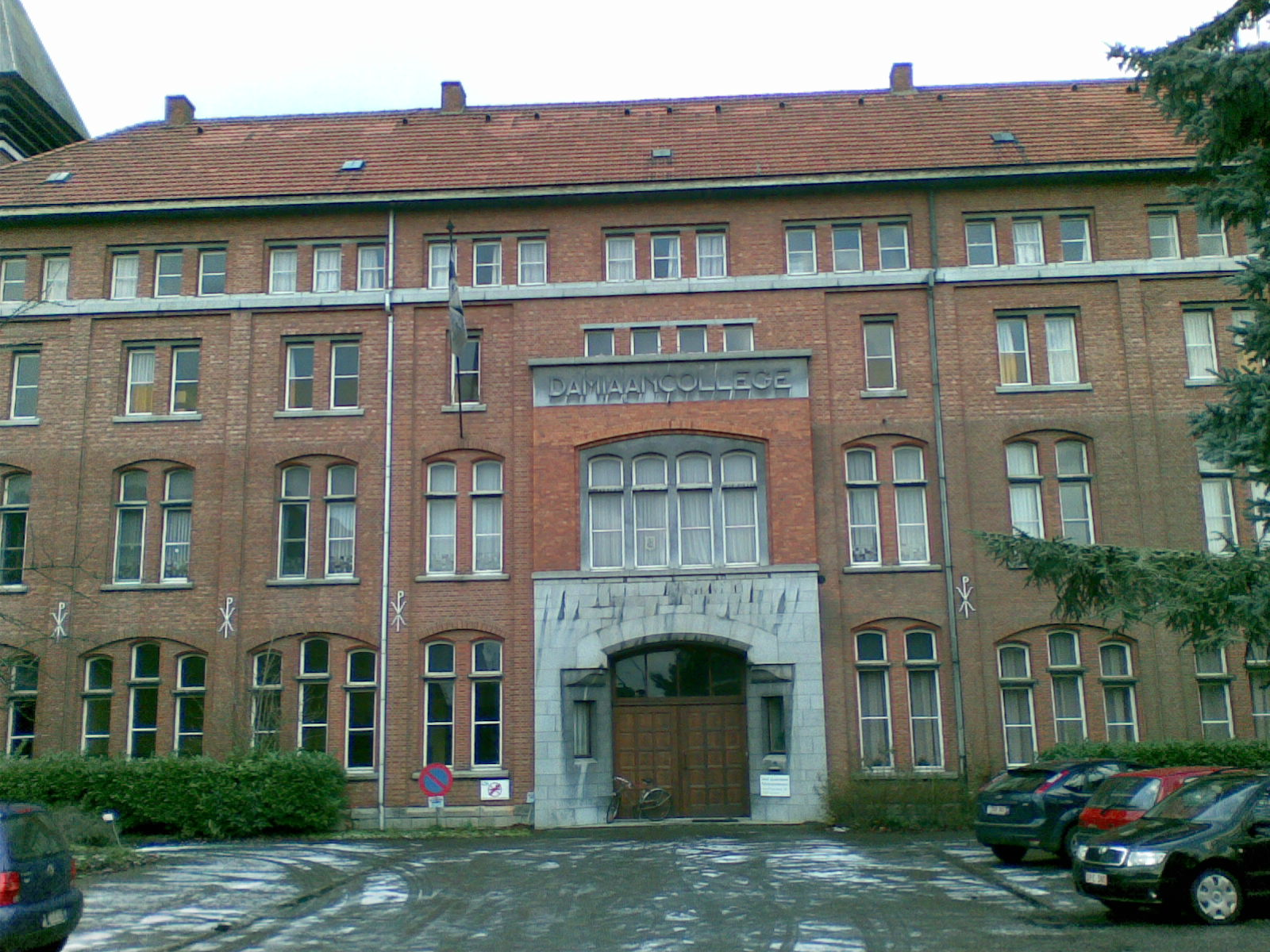
Het voormalig internaat

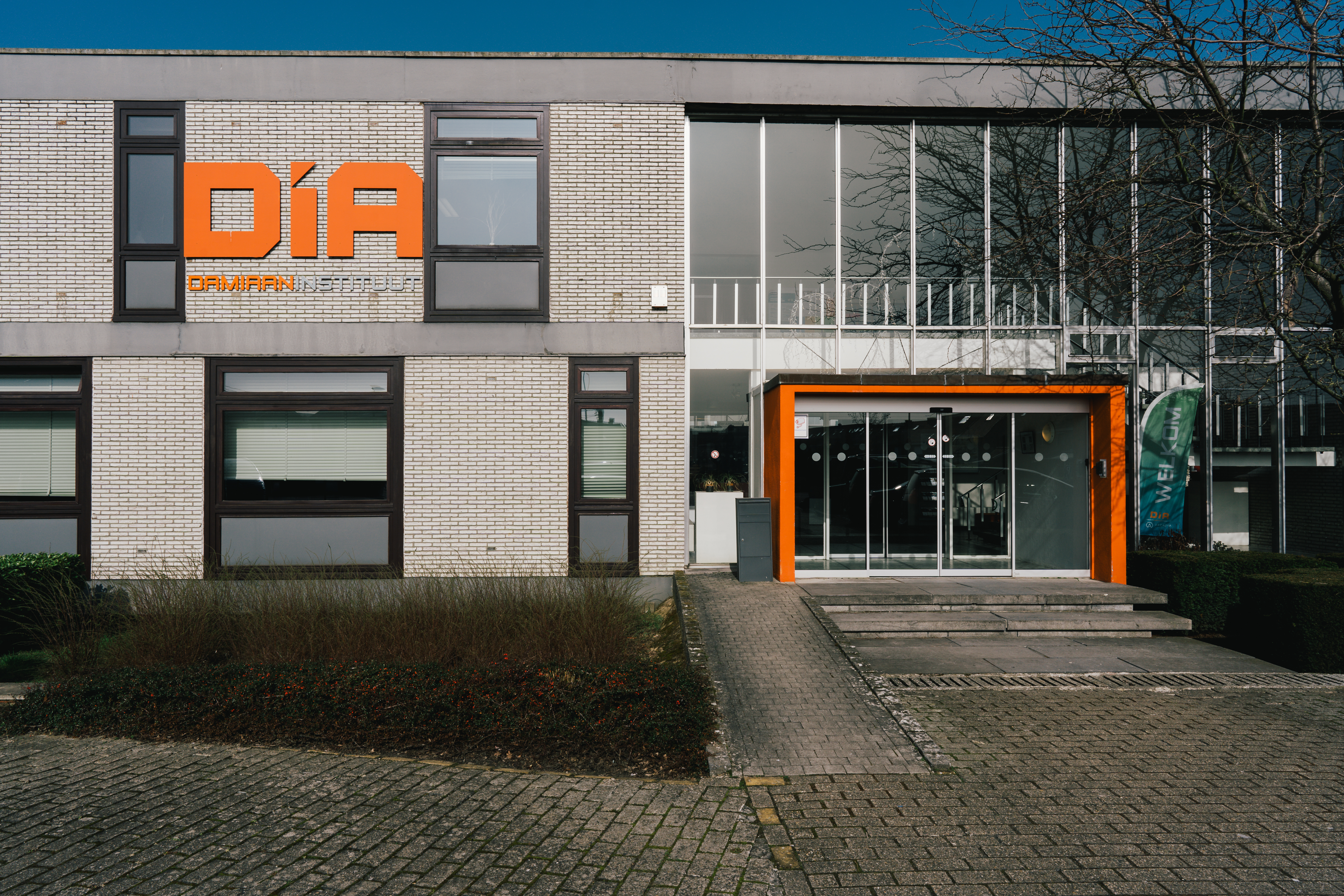
Hoofdingang en onthaal

Het Damiaaninstituut (Damiaaninstituut Aarschot; DIA) is een secundaire school in de Belgische stad Aarschot.
Anno 2021 werken er 180 personeelsleden en studeren er ongeveer 950 leerlingen.

## Priesteropleiding
De rooms-katholieke school werd gesticht in 1890, een jaar na de dood van Pater Damiaan, die er zijn naam aan gaf. De school was in de eerste plaats een apostolische school. Dit betekent dat ze tot doel had het opleiden van jonge mannen tot priesters die missionaris wilden worden naar het voorbeeld van Pater Damiaan.

## Onderwijs
In 1959 stichtten de paters picpussen een technische school op de campus van het Damiaaninstituut. Sindsdien biedt de school allerlei richtingen in algemeen vormend, technisch en beroepssecundair onderwijs. 
Binnen het studiedomein STEM onderscheidt DIA drie leerlingenprofielen: van de pionier die zich baseert op wiskundige modellen en fysische wetten tot de innovator die de wetenschappen gebruikt om toegepaste problemen op te lossen en ten slotte de expert die praktijkgericht projecten realiseert.

## Heiligverklaring
In 2009 werd Pater Damiaan heilig verklaard, daarom namen alle leerlingen hun fiets om een voetwortelbeentje en een haarlok van de pater in Leuven te overhandigen. Deze relikwieën werden vervolgens naar Vaticaanstad gebracht, waar ze een rol speelden bij de inhuldiging van Damiaan tot heilige.
In 2019 werd de tiende verjaardag van de heiligverklaring van Pater Damiaan uitgebreid gevierd in het Damiaaninstituut. Herman Verbruggen (alias Marc Vertongen van FC Kampioenen) bracht een bezoek aan de campus. Hij is immers oud-leerling en tevens familie van Pater Damiaan.